# Tokyo Revengers
Tokyo Revengers (東京卍リベンジャーズ, Tōkyō Ribenjāzu) é um mangá japonês escrito e ilustrado por Ken Wakui. É serializado na revista Weekly Shōnen da editora Kodansha desde março de 2017. Uma adaptação da série para anime feito pela Liden Films estreou em abril de 2021. Uma adaptação para filme live-action foi lançada no Japão em julho de 2021.
O mangá de Tokyo Revengers já ultrapassa mais de 80 milhões de cópias em circulação. O mangá ganhou o 44.º Prêmio de Mangá Kodansha na categoria Shōnen em 2020.

## Enredo
Takemichi Hanagaki, um freeter de 26 anos sem esperança na vida, descobre um dia que sua ex-namorada no colégio, Hinata Tachibana e seu irmão Naoto Tachibana são mortos pela Gangue Tokyo Manji. Takemichi ignora o fato, vai até a estação de trem, mas é empurrado para os trilhos, na frente de um trem em movimento. Quando Takemichi se dá conta ele está dentro do trem com seus colegas da época do colégio. Isso porque ele não morreu e sim foi enviado de volta no tempo, para exatamente 12 anos no passado, em 2005. Takemichi revive seus anos de ensino médio, e depois de revelar a Naoto que Hinata vai morrer, Takemichi é repentinamente transportado de volta ao presente, criando um paradoxo de tempo onde Naoto sobrevive e agora é um policial investigador. Naoto deduz que Takemichi é capaz de viajar 12 anos no passado quando eles dão as mãos, e usando o conhecimento do passado, Takemichi jura salvar Hinata.
A determinação de Takemichi chama a atenção do líder da Gangue Tokyo Manji (mais conhecida como Toman), Manjiro Sano, o "Mikey". Com pistas do presente, Takemichi descobre que os resultados da briga da Tokyo Manji com a Moebius irão causar um conflito interno e levar à morte do segundo em comando da Tokyo Manji, Ken Ryuguiji, o "Draken", em 3 de agosto de 2005, o que levará Mikey a sucumbir à violência. Depois que Takemichi ajuda a resolver a disputa e impede a morte de Draken, ele retorna ao presente, apenas para descobrir que Hinata e seus amigos ainda morrem na linha do tempo atual. Com apenas a pista de que Tetta Kisaki transformou a Tokyo Manji em uma organização violenta, Takemichi descobre que a gangue foi absorvida por Valhalla e Mikey se tornou violento, matando Kazutora pelo assassinato de Keisuke Baji em 31 de outubro de 2005, em um evento chamado Dia das Bruxas Sangrento. Embora Takemichi seja incapaz de impedir Kisaki de se tornar um membro da gangue, assim como a morte de Baji, ele encoraja Mikey a perdoar Kazutora.
Depois de retornar ao presente, Takemichi mais uma vez descobre que a gangue Tokyo Manji se tornou uma organização criminosa em grande escala, e Hinata e seus amigos morrem mais uma vez. Takemichi viaja de volta ao passado para evitar que os Dragões Negros sejam absorvidos pela Gangue Manji de Tóquio, resolvendo os eventos de 24 de dezembro de 2005, resultando na remoção de Kisaki da gangue.

## Personagens
Takemichi Hanagaki (花垣 武道, Hanagaki Takemichi)
Voz de: Yūki Shin (Japonês), Luiz Sérgio Vieira[carece de fontes?] (Português)
Portrayed by: Takumi Kitamura
- Takemichi é o protagonista da história, ele volta para o passado através do aperto de mão com Naoto para tentar evitar a morte de Hinata, então acaba se infiltrando na Tokyo Manji para alcançar seus objetivos.
Hinata Tachibana (橘 日向, Tachibana Hinata)
Voz de: Azumi Waki (Japonês), Lizzie Freeman (Português)
Portrayed by: Mio Imada
- Hinata morre e aparece no passado como namorada de Takemichi.
Naoto Tachibana (橘 直人, Tachibana Naoto)
Voz de: Ryōta Ōsaka (Japonês), Griffin Puatu (Português)
Portrayed by: Yosuke Sugino
Manjirō "Mikey" Sano (佐野 「マイキー」 万次郎, Sano Maikī Manjirō)
Voz de: Yū Hayashi (Japonês), Aleks Le[carece de fontes?] (Português)
Portrayed by: Ryō Yoshizawa
Ken "Draken" Ryūgūji (龍宮寺 「ドラケン」 堅, Ryūgūji Doraken Ken)
Voz de: Tatsuhisa Suzuki (Japonês), Sean Chiplock[carece de fontes?] (Português)
Portrayed by: Yūki Yamada
Masataka "Kiyomasa" Kiyomizu (清水 「キヨマサ」 将貴, Kiyomizu Kiyomasa Masataka)
Voz de: Satoshi Hino
Portrayed by: Nobuyuki Suzuki
Atsushi "Akkun" Sendō (千堂 「アッくん」敦, Sendō Akkun Atsushi)
Voz de: Takuma Terashima
Portrayed by: Hayato Isomura
Tetta Kisaki (稀咲 鉄太, Kisaki Tetta)
Voz de: Showtaro Morikubo
Portrayed by: Shotaro Mamiya
Takuya Yamamoto (山本タクヤ, Yamamoto Takuya)
Voz de: Yūya Hirose
Makoto Suzuki (鈴木マコト, Suzuki Makoto)
Voz de: Shunsuke Takeuchi
Kazushi Yamagishi (山岸一司, Yamagishi Kazushi)
Voz de: Shouta Hayama
Keisuke Baji (場地 圭介, Bachi Keisuke)
Voz de: Masaaki Mizunaka
Takashi Mitsuya (三ツ谷 隆, Mitsuya Takashi)
Voz de: Yoshitsugu Matsuoka
Haruki Hayashida (林田 春樹, Hayashida Haruki)
Voz de: Subaru Kimura
Ryōhei Hayashi (林 良平, Hayashi Ryōhei)
Voz de: Yukihiro Nozuyama
Nahoya Kawata (河田 ナホヤ, Kawata Nahoya)
Voz de: Kengo Kawanishi
Yasuhiro Mutō (武藤 泰宏, Mutō Yasuhiro)
Voz de: Daisuke Ono
Nobutaka Osanai (長内 信高, Osanai Nobutaka)
Voz de: Eiji Takeuchi
Shuji Hanma (半間修二, Hanma Shūji)
Voz de: Takuya Eguchi
Chifuyu Matsuno (松野千冬, Matsuno Chifuyu)
Voz de: Shō Karino
Kazutora Hanemiya (羽宮一虎, Hanemiya Kazutora)
Voz de: Shunichi Toki

## Mídia

### Mangá
Escrito e ilustrado por Ken Wakui, o mangá de Tokyo Revengers estreou na revista da editora Kodansha Weekly Shōnen Magazine em 1 de março de 2017. Em maio de 2021, foi anunciado que a série entraria em seu arco final. A Kodansha reuniu seus capítulos em volumes individuais de tankōbon. O primeiro volume foi publicado em 17 de maio de 2017. Em 17 de janeiro de 2023, trinta e um volumes foram lançados.
Na América do Norte, a Kodansha USA iniciou o lançamento digital do mangá em 2018.
No Brasil, o mangá foi anunciado pela Editora JBC em live no canal Pipoca e Nanquim no Youtube, em 15 de julho de 2021, sem data de publicação prevista. Em 7 de junho de 2022, o mangá começou a ser publicado.
Em Portugal, o mangá vai começar a ser publicado a 22 de julho de 2024 pela Distrito Manga.

#### Lista de volumes
| N.º | Data de lançamento japonês | ISBN japonês      |
| --- | -------------------------- | ----------------- |
| 1   | 17 de maio de 2017         | 978-4-06-395938-3 |
| 2   | 14 de julho de 2017        | 978-4-06-510033-2 |
| 3   | 15 de setembro de 2017     | 978-4-06-510188-9 |
| 4   | 17 de novembro de 2017     | 978-4-06-510394-4 |
| 5   | 16 de fevereiro de 2018    | 978-4-06-510969-4 |
| 6   | 17 de abril de 2018        | 978-4-06-511206-9 |
| 7   | 15 de junho de 2018        | 978-4-06-511620-3 |
| 8   | 14 de setembro de 2018     | 978-4-06-512238-9 |
| 9   | 16 de novembro de 2018     | 978-4-06-513248-7 |
| 10  | 17 de janeiro de 2019      | 978-4-06-513874-8 |
| 11  | 15 de março de de 2019     | 978-4-06-514445-9 |
| 12  | 17 de junho de 2019        | 978-4-06-515086-3 |
| 13  | 16 de agosto de 2019       | 978-4-06-515697-1 |
| 14  | 17 de outubro de 2019      | 978-4-06-517159-2 |
| 15  | 17 de dezembro de 2019     | 978-4-06-517549-1 |
| 16  | 17 de março de 2020        | 978-4-06-518167-6 |
| 17  | 15 de maio de 2020         | 978-4-06-518851-4 |
| 18  | 15 de julho de 2020        | 978-4-06-520106-0 |
| 19  | 17 de setembro de 2020     | 978-4-06-520598-3 |
| 20  | 17 de dezembro de 2020     | 978-4-06-521482-4 |
| 21  | 17 de fevereiro de 2021    | 978-4-06-522067-2 |
| 22  | 16 de abril de 2021        | 978-4-06-522883-8 |
| 23  | 16 de abril de 2021        | 978-4-06-524028-1 |
| 24  | 17 de setembro de 2021     | 978-4-06-524839-3 |
| 25  | 17 de dezembro de 2021     | 978-4-06-526284-9 |
| 26  | 17 de fevereiro de 2022    | 978-4-06-526893-3 |
| 27  | 15 de abril de 2022        | 978-4-06-527526-9 |
| 28  | 17 de junho de 2022        | 978-4-06-528178-9 |
| 29  | 17 de agosto de 2022       | 978-4-06-528657-9 |
| 30  | 17 de novembro de 2022     | 978-4-06-529637-0 |
| 31  | 17 de janeiro de 2023      | 978-4-06-530344-3 |

### Anime
Em junho de 2020, foi anunciado que Tokyo Revengers receberia uma adaptação para anime. A série é produzida pela Liden Films e dirigida por Koichi Hatsumi. A série apresenta roteiros de Yasuyuki Mutō, desenhos de personagens de Keiko Ōta, direção de som de Satoki Iida e música composta por Hiroaki Tsutsumi. Estreou na MBS e em outras redes em 11 de abril de 2021. O grupo musical Official Hige Dandism executou a música-tema de abertura, "Cry Baby", enquanto a cantora eill executou a música-tema de encerramento da série "Koko de Iki o Shite" (ここで息をして; "Take a Breath Here").
A Crunchyroll licenciou a série fora da Ásia. A Muse Communication licenciou a série no Sudeste Asiático e no Sul da Ásia e a transmite em seu canal no Youtube, Muse Asia e no site Bilibili. Com as "dublagens expressas" o anime está sendo dublado em português brasileiro, inglês, espanhol, francês e alemão, desde de 29 de maio de 2021, com sete semanas de diferença referente ao lançamento do episódio no Japão.
A terceira temporada de Tokyo Revengers está marcada para estrear no dia 3 de outubro. A Disney+ irá transmitir o anime com exclusividade.

#### Lista de episódios
| Núm. | Título                                        | Dirigido por                     | Escrito por   | Animado por       | Exibição original      |
| ---- | --------------------------------------------- | -------------------------------- | ------------- | ----------------- | ---------------------- |
| 01   | "Renascer" "Reborn"                           | Makoto Tamagawa                  | Yasuyuki Mutō | Shinobu Tagashira | 11 de abril de 2021    |
| 02   | "Resisitir" "Resist"                          | Saori Tachibana                  | Yasuyuki Mutō | Saori Tachibana   | 18 de abril de 2021    |
| 03   | "Resolução" "Resolve"                         | Katsuya Asano                    | Yasuyuki Mutō | Katsuya Asano     | 25 de abril de 2021    |
| 04   | "Retorno" "Return"                            | Takahiro Ono                     | Yoriko Tomita | Yūichi Abe        | 2 de maio de 2021      |
| 05   | "Regresso" "Releap"                           | Makoto Tamagawa                  | Yasuyuki Mutō | Takashi Kawabata  | 9 de maio de 2021      |
| 06   | "Remorso" "Regret"                            | Rion Kujō                        | Yoriko Tomita | Shinobu Tagashira | 16 de maio de 2021     |
| 07   | "Reviver" "Revive"                            | Yū Harima                        | Yasuyuki Mutō | Rei Nakahara      | 23 de maio de 2021     |
| 08   | "Renovar" "Rechange"                          | Makoto Tamagawa                  | Yasuyuki Mutō | Shinobu Tagashira | 30 de maio de 2021     |
| 09   | "Revolta" "Revolt"                            | Aimi Yamauchi                    | Yoriko Tomita | Aimi Yamauchi     | 6 de junho de 2021     |
| 10   | "Reerguer" "Rerise"                           | Yū Harima                        | Yasuyuki Mutō | Saori Tachibana   | 13 de junho de 2021    |
| 11   | "Respeito" "Respect"                          | Ryūhei Aoyagi                    | Seiko Takagi  | Shinobu Tagashira | 20 de junho de 2021    |
| 12   | "Retaliação" "Revenge"                        | Ken'ichi Kuhara                  | Seiko Takagi  | Ken'ichi Kuhara   | 27 de junho de 2021    |
| 13   | "Pontas Soltas" "Odds and Ends"               | Fumihiro Ueno                    | Yoriko Tomita | Shinobu Tagashira | 4 de julho de 2021     |
| 14   | "Rompimento" "Break up"                       | Daiki Handa                      | Yoriko Tomita | Daiki Handa       | 11 de julho de 2021    |
| 15   | "Quem não chora, não mama" "No Pain, no gain" | Kana Kawana                      | Seiko Takagi  | Shinobu Tagashira | 18 de julho de 2021    |
| 16   | "Era uma vez" "Once upon a time"              | Rion Kujō                        | Yasuyuki Mutō | Masayoshi Nishida | 25 de julho de 2021    |
| 17   | "Não pode ser" "No way"                       | Ryūhei Aoyagi                    | Yoriko Tomita | Saori Tachibana   | 31 de julho de 2021    |
| 18   | "Abrir fogo" "Open Fire"                      | Ken'ichi Kuhara                  | Seiko Takagi  | Ken'ichi Kuhara   | 07 de agosto de 2021   |
| 19   | "Virada" "Turn around"                        | Noriyuki Nomata                  | Yasuyuki Mutō | Masayoshi Nishida | 14 de agosto de 2021   |
| 20   | "Vivo ou morto" "Dead or Alive"               | Yū Harima                        | Yasuyuki Mutō | Masayoshi Nishida | 21 de agosto de 2021   |
| 21   | "Primeiro e único" "One and only"             | Kana Kawana                      | Yasuyuki Mutō | Masayoshi Nishida | 28 de agosto de 2021   |
| 22   | "Um por todos" "One for all"                  | Rion Kujō                        | Yoriko Tomita | Ryōko Nakano      | 4 de setembro de 2021  |
| 23   | "Fim da Guerra" "End of war"                  | Michiru Itabisashi, Rei Nakahara | Seiko Takagi  | Yūji Ōya          | 11 de setembro de 2021 |
| 24   | "Um bebê chorão" "A Cry baby"                 | Kōji Aritomi                     | Yasuyuki Mutō | Ryōko Nakano      | 18 de setembro de 2021 |

### Filmelive-action
Uma adaptação para live-action foi anunciada em fevereiro de 2020. O filme será dirigido por Tsutomu Hanabusa e o elenco inclui Takumi Kitamura, Yūki Yamada, Yosuke Sugino, Nobuyuki Suzuki, Hayato Isomura, Shotaro Mamiya, Ryo Yoshizawa e Mio Imada. Em abril de 2020, foi anunciado que a equipe do filme havia interrompido as filmagens devido à pandemia de COVID-19. O filme foi originalmente programado para estrear no Japão em 9 de outubro de 2020, mas em junho de 2020, o filme foi adiado devido aos efeitos contínuos do COVID-19. Em março de 2021, foi anunciado que o filme foi reprogramado para estrear em 9 de julho de 2021.

## Recepção
Em fevereiro de 2020, o mangá tinha mais de 3 milhões de cópias em circulação. Em maio de 2021, o mangá tinha 17 milhões de cópias em circulação. Tokyo Revengers foi a terceira série de mangás mais vendida no primeiro semestre de 2021 (período entre novembro de 2020 e maio de 2021), atrás apenas de Kimetsu no Yaiba e Jujutsu Kaisen, com mais de 5 milhões de cópias vendidas.
Em 2020, Tokyo Revengers ganhou o 44.º Prêmio de Mangá Kodansha anual na categoria shōnen.
Em 2021, as versões do anime localizadas no ocidente censuraram o símbolo da suástica (卍, manji em japonês) budista usado pela gangue Tokyo Manji, a fim de evitar possíveis controvérsias que possam surgir da confusão com o símbolo da suástica nazista (卐) de aparência semelhante na cultura ocidental.

### Mangá
- Site oficial do mangá (em Japonês)
- Tokyo Revengers na Kodansha Comics
- Tokyo Revengers (mangá) na enciclopédia do Anime News Network (em inglês)

### Anime
- Site oficial do anime (em Japonês)
- Tokyo Revengers (anime) na enciclopédia do Anime News Network (em inglês)

Streaming
- «Tokyo Revengers». na Crunchyroll
- «Tokyo Revengers». na Netflix

### Live Action
- Site oficial do Live-action (em Japonês)